# 営農大学校前駅
営農大学校前駅（えいのうだいがっこうまええき）は、青森県上北郡七戸町大沢にあった、南部縦貫鉄道南部縦貫鉄道線の駅である。表記違いは「営農大学前」（えいのうだいがくまえ）。

## 歴史

### 年表
- 1962年（昭和37年）10月20日：鉄道開業とともに、有畜農業指導所前（ゆうちくのうぎょうしどうしょまえ）として営業開始。
- 1965年（昭和40年）：研修所前（けんしゅうじょまえ）に改称。
- 1980年（昭和55年）4月1日：営農大学校前に改称。
- 1997年（平成9年）5月6日：鉄道路線休止に伴い営業停止。
- 2002年（平成14年）8月1日：鉄道路線廃止に伴い廃止。

### 駅名の由来
当駅に隣接する有畜農業指導所（現：青森県営農大学校）が由来となった。

## 駅構造
1面1線のホームを持つ地上駅。無人駅である。

## 駅周辺
- 青森県営農大学校
- 七戸養護学校
  - もみのき学園
- 七戸警察署
- 七戸消防署
- 町立七戸体育館
- 町立武道館
- 東八甲田温泉（旧名は「やまびこ温泉」）
- 道の駅しちのへ
- 東北新幹線七戸十和田駅 - 南部縦貫鉄道線廃止後の2010年（平成22年）12月4日に開業。徒歩5分ほどの距離にある。

## 隣の駅
南部縦貫鉄道
南部縦貫鉄道線
中野駅 - 営農大学校前駅 - 盛田牧場前駅